# پیشانی‌بند

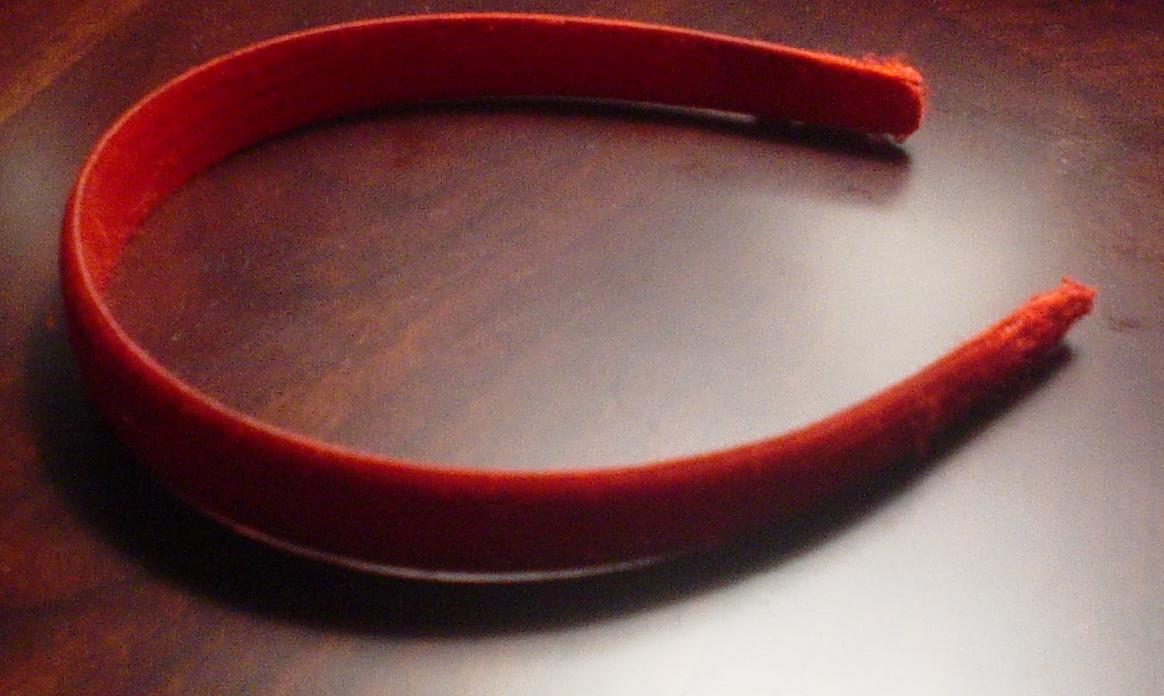
نوعی پیشانی‌بند پلاستیکی

پیشانی‌بند نوعی پوشاک فرعی برای سر است که معمولاً برای جلوگیری از ریختن موها روی صورت و چشم‌ها استفاده می‌شود. سربندها معمولاً از الاستیک یا موادی ساخته می‌شوند که به‌راحتی تغییر شکل می‌دهند. از پیشانی‌بند برای زیبایی و نیز به‌صورت کاربردی استفاده می‌شود.
در جنگ ایران و عراق، رزمندگان ایرانی از پیشانی‌بند استفاده می‌کردند. بر روی پیشانی‌بندها عبارت‌های مذهبی مثل «یا حسین»، «یا زهرا» و نظایر آن نوشته شده بود.

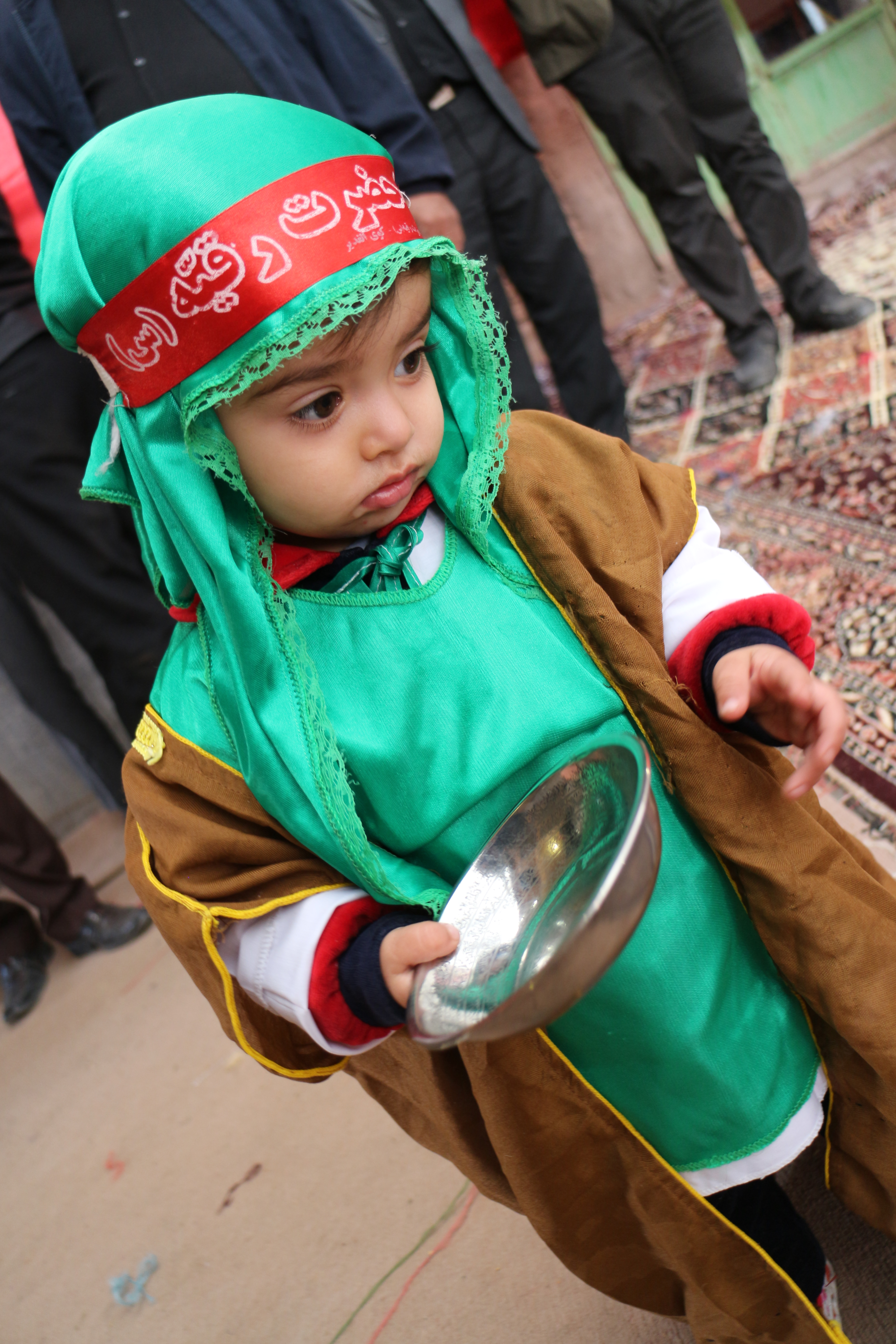
کودک ایرانی با پیشانی‌بند «یا رقیه» در مراسم سوگواری حسین بن علی